# Glareola
Genre
Glareola est un genre d'oiseaux qui regroupe sept espèces de limicoles de la famille des Glareolidae.

## Liste des espèces
D'après la classification de référence (version 14.1, 2024) de l'Union internationale des ornithologues, il y a 7 espèces du genre Glareola (ordre philogénique) :
- Glareola nuchalis Gray, GR, 1849 – Glaréole auréolée ;
- Glareola cinerea Fraser, 1843 – Glaréole grise ;
- Glareola lactea Temminck, 1820 – Glaréole lactée ;
- Glareola maldivarum Forster, JR, 1795 – Glaréole orientale ;
- Glareola nordmanni Fischer von Waldheim, 1842 – Glaréole à ailes noires ;
- Glareola pratincola (Linnaeus, 1766) – Glaréole à collier ;
- Glareola ocularis Verreaux, J, 1833 – Glaréole malgache.